# Coniceromyia cristifemur
Coniceromyia cristifemur är en tvåvingeart som beskrevs av Borgmeier 1969. Coniceromyia cristifemur ingår i släktet Coniceromyia och familjen puckelflugor.
Artens utbredningsområde är Costa Rica. Inga underarter finns listade i Catalogue of Life.